# 望月敬生
望月 敬生（もちづき よしお、1951年 - 2017年11月）は日本の建築家、日本伝統建築設計の泰斗。望月敬生建築設計室・有限会社歴史建築設計研究体代表。日本庭園協会常務理事。静岡市出身。

## 略歴
- 1951年（昭和26年) 静岡市に生まれる
- 1969年（昭和44年) 静岡県立静岡高等学校卒業[3]
- 1975年（昭和50年) 早稲田大学理工学部建築学科卒業
- 1977年（昭和52年) 同大学院建築史研究室修士課程卒業
- 1978年（昭和53年) 8月 渡辺保忠教授に師事　早稲田大学理工学研究所嘱託
- 1987年（昭和62年) 望月敬生建築設計室開設
- 1989年（平成元年) 7月 一級建築士事務所 望月敬生建築設計室（登録）
- 1990年（平成2年） 日本庭園協会（龍居竹之介理事）文化財指定庭園調査委員会委員
- 1992年（平成4年） 12月 有限会社歴史建築設計研究体設立
- 2008年（平成20年) 日本庭園協会常務理事
- 2010年（平成22年) 早稲田大学エクステンションセンター冬期講座講師

## 作品
- 武陽山能仁寺本堂改修及び隠寮・奥書院・中雀門造営工事（埼玉県飯能市）
- 萬古山松月院本堂改修及び開山堂・禅堂造営工事（東京都板橋区）
- 自然山真勝寺鐘楼造営工事（静岡市）
- 天嶽院伽藍復興計画　鐘楼・不勤堂・庫院（神奈川県藤沢市）
- 大聖山南谷寺（目赤不動尊）本堂造営工事（東京都文京区）
- 国指定文化財庭園（小石川後楽園・六義園・浜離宮・芝離宮・向島百花園）　修復、復原・基本計画策定補助（東京都）
- 龍河山宗徳院本堂・開山堂改修工事（静岡県清水市興津町）
- 萬吉山松月院山門改修・鐘楼造営工事（東京都板橋区）
- 龍巌山自性院伽藍造営工事　禅堂・大書院・庫裡（秋田県天王町）
- 国指定名勝小石川後楽園修復、復原計画・基本計画（東京都文京区、目本庭園協会補助）
- 国指定名勝小石川後楽園外周部築地塀実施設計（東京都文京区）
- 照光山圓長寺本堂改修工事（東京都大田区）
- 照光山圓長寺総門・浄坊造営工事（東京都大田区）
- 龍巌山自性院伽藍造営工事　本堂・大玄関（秋田県天王町）
- 龍渓山源昌寺本堂改修工事（東京都港区）
- 県指定天目山栖雲寺本堂・庫裡実測調査（山梨県大和村、大和村役場・日本庭園協会共同）
- 萬吉山松月院中雀門造営工事（東京都板橋区）
- 県指定天目山栖雲寺庭園展望舎・休憩舎新築工事監修（山梨県大和村）
- 医王山東光寺山門・袖塀新築工事（埼玉県川越市）
- 慈眼山崇徳院本堂再建工事（千葉県鋸南町）
- 随龍山了俒寺客殿・庫裡新築工事（東京台東区）
- 随龍山了俒寺本堂改修工事（東京都台東区）
- 阿久和山観音寺仏殿造営工事（横浜市）
- 国指定岡山後楽園外園改修基本構想（岡山県岡山市、岡山県土木部・日本庭園協会共同〉
- 萬吉山松月院松宝閣造営工事（宝物館）（東京都板橋区）
- 国指定六義園染井門復原基本設計（東京都文京区）〈東京都公園緑地事務所〉
- 国指定六義園レンガ塀改修・通用門実施設計（東京都文京区）〈東京都公園緑地事務所〉
- 市指定有形文化財少林寺山門修理工事監理（埼玉県上尾市）
- 武陽山能仁寺庫院・中書院造営工事（埼玉県飯能市）
- 功徳山天嶽院伽藍復興計画第四期工事　開山堂造営工事（神奈川県藤沢市）
- 大本山建長寺西来庵隠寮建替工事（神奈川県鎌倉市）
- 天徳山永祥院願成寺本堂新築工事（徳島県徳島市）
- 自然山真勝寺庫裡・大玄関・接待所新築工事（静岡市）
- 横浜地方裁判所解体前実測調査（横浜市、建設省）
- 龍華山長寿院永安寺長春殿（檀信徒会館）新築工事（東京都世田谷区）
- 金廻四間門樋部分復元実施設計（岐阜県海津町、建設省・河川環境財団）
- 長善山浄祐寺本堂・書院新築工事（静岡市）
- 小杉山常圓寺本堂修復工事（東京都目黒区）
- 岡崎中央総合公園恩賜庭園四阿等新築工事（愛知県岡崎市、岡崎市役所）
- 金廻四間門樋部分復元工事（岐阜県海津町、建設省・河川環境財団）
- 龍華山長寿院永安寺納骨堂新築工事（東京都世田谷区）
- 自然山真勝寺本堂大改修工事（静岡市）
- 松雲山宗清寺庫裡建替工事（東京都中野区）
- 寳王山少林寺本堂修復・拡幅工事（埼玉県上尾市）
- 小杉山常圓寺檀信徒会館新築工事（東京都目黒区）
- 龍華山長寿院永安寺本堂改修工事（東京都世田谷区）
- 自得山静勝寺本堂改修工事（東京都北区）
- 寳樹山常在寺新本堂建立工事（東京都世田谷区）
- 萬年山清岸院本堂・庫裡造営工事（東京都港区）
- 天羅山眞盛寺本堂・位牌堂大改修工事（東京都杉並区）
- 国指定盛美園・建築（四阿）保存修理計画（青森県平川市）
- 龍澤山満蔵寺大書院・庫裡造営工事（秋田県河辺郡）
- 泰平山最福寺本堂造営工事（神奈川県三浦市）
- 国指定名勝史跡北畠氏館跡庭園四阿・庭門整備工事（三重県一志郡美杉村）
- 石龍山勝平寺新伽藍建立計圃（秋田市）
- 石龍山勝平寺本堂・位牌堂造営工事（秋田市）
- 永福庵開山堂・収蔵庫造営工事（福井県小浜市）
- 法性山隨縁寺本堂改修工事（横浜市磯子区）
- 玉峰山龍門寺山門修理工事（さいたま市岩槻区）
- 楞厳山海蔵寺本堂緊急調査（秋田県能代市）
- 石龍山勝平寺大書院・庫裡造営工事（秋田市）
- 瓦谷山真光寺本堂概略調査（千葉県袖ケ浦市）
- 最正山覚林寺伽藍整備計圃（東京都港区）
- 最正山覚林寺清正公堂修復工事（東京都港区）
- 天徳山願成寺山門造営工事（徳島県徳島市）
- 安国論寺化生窟向拝・目蓮聖人御硯之井戸覆屋造営工事（神奈川県鎌倉市）
- 大本山圓覚寺宝物館基本計画（神奈川県鎌倉市）
- 東光山玄授院浄行堂造営工事基本設計（千葉県市川市）
- 最正山覚林寺本堂・庫裡造営工事（東京都港区）
- 天羅山眞盛寺境内整備　暁雲庵・四脚門移築工事・庭園整備工事（東京都杉並区）
- 天羅山眞盛寺境内整備　手水舎造営工事（東京都杉並区）
- 国指定名勝庭園貞観園貞観堂緊急調査（新潟県柏崎市）
- 法性山隨縁寺大書院・大玄関新築工事（横浜市磯子区）
- 龍華山長寿院永安寺庫裏造営工事（東京都世田谷区）
- 海潮山妙長寺本堂造営工事（神奈川県鎌倉市）
- 吉祥山西法寺鐘楼造営工事（秋田県平鹿郡）
- 宝亀山長寿寺伽藍整備本堂・小方丈新築工事（神奈川県鎌倉市）
- 海潮山妙長寺山門造営工事（神奈川県鎌倉市）
- 法性山随縁寺山門新築・境内整備工事（横浜市磯子区）
- 世界遺産ルアンパバーン国立保健学校大教室棟修復（ラオス・ルアンパバン）
- 天羅山眞盛寺境内整備　一方庵移築工事・奥殿庭園整備工事（東京都杉並区）
- 寳王山少林寺鐘楼修復工事（埼玉県上尾市）
- 楞厳山海蔵寺大書院建築工事（秋田県能代市）
- 龍渓山源昌寺無縁塔・水屋建築工事（東京都港区）
- 報恩山善養寺本堂造営工事（神奈川県川崎市）
- 楞厳山海蔵寺本堂・山門大修理及び伽藍整備工事（秋田県能代市）
- 広沢山正洞院本堂屋根改修工事（東京都台東区）
- 業平山南蔵院苔庵移築工事（東京都葛飾区）
- 大機山雲頂庵山門袖塀・築地塀造営工事（神奈川県鎌倉市）
- 新埼玉佛教会館建設工事（埼玉県さいたま市）
- 大本山建長寺境内整備計画築地塀造営工事監修（神奈川県鎌倉市）
- 広沢山正洞院山門・袖塀屋根替え工事（東京都台東区）
- 鳳臺山少林寺本堂・書院造営工事（静岡市）
- 三時知恩寺土蔵軸組補強修理工事（京都市）
- 大隆山法福寺本堂造営基本設計・監修（千葉県鋸南町）

## 著書
- 『よみがえる寺院 : 日本建築と庭園を守り、つくる』 望月敬生 著 早稲田大学出版部 2019.11[4]

## 賞歴
日本漆喰協会 第12回作品賞 （大本山巨福山　建長寺大徹堂新築工事 設計者)

## 家族
息子：望月敬士（たかし） 有限会社望月敬生建築設計室・歴史建築設計研究体代表